# Stefan Lundblad
Stefan Lundblad, född 24 april 1975, är en svensk historiker samt ämbets- och museiman.
Lundblads disputerade vid Uppsala universitet med avhandlingen Hedersam handelsman eller verksam företagare. Den ekonomiska kulturens omvandling och de ledande ekonomiska aktörerna i Gävle 1765-1869, där framväxten av den moderne företagaren behandlas ur ett såväl kulturellt som ekonomiskt perspektiv. Han har arbetat bland annat som museichef för Armémuseum och som forsknings- och stabschef vid Statens maritima museer där han bl.a var initiativtagare till forskningscentrat Centrum för maritima studier. Lundblad är sedan augusti 2022 landsantikvarie och länsmuseichef för Upplandsmuseet. Han är vidare styrelseledamot i stiftelsen Leufsta bruk, Grönsöö kulturhistoriska stiftelse och Upplands fornminnesförening och hembygdsförbund.